# Lamentabili sane exitu
Lamentabili sane exitu (Avec de lamentables résultats) est une constitution apostolique donnée par le pape Pie X le 3 juillet 1907. Ce document constitue un syllabus. Lamentabili sane exitu affirme l'historicité complète des évangiles canoniques et leur inerrance parfaite. Pie X y condamne ce qu'il considère comme les soixante-cinq principales erreurs du modernisme.

## Contexte
Lamentabili sane exitu a pour but d'organiser une réponse dogmatique à l'exégèse biblique du Nouveau Testament. Cette constitution s'inscrit dans le cadre de la crise moderniste et tente d'enrayer les avancées de la science historique et philologique nées dans le protestantisme allemand.
Ce texte est publié à la même époque que l'encyclique Pascendi Dominici gregis et le motu proprio Præstantia Scripturæ Sacræ, qui condamne l'école libérale.

## Exposé
Le texte réprouve et proscrit une série de propositions « afin que de pareilles erreurs (…) ne s'implantent pas dans leur esprit [des fidèles] et n'altèrent pas la pureté de leur foi », exposant de la sorte comment il comprend l'avancée des sciences religieuses :
- dans sa partie 1 (liste des erreurs I à VIII) comme une attaque contre le Magistère de l'Église catholique romaine ;
- dans sa partie 2 (liste des erreurs IX à XIX) comme falsifiant la doctrine de l'inspiration ;
- dans sa partie 3 (liste des erreurs XX à XXVI) comme une falsification de la révélation en insistant sur le fait qu'il n'est de bonne exégèse que catholique ;
- dans sa partie 4 (liste des erreurs XXVII à XXXVIII) comme la négation des dogmes principaux du catholicisme ;
- dans sa partie 5 (liste des erreurs XXXIX à LI) comme un déni de la doctrine l'Église[2] moyen unique de salut, de l'efficacité de ses sacrements ;
- dans sa partie 6 (liste des erreurs LII à LXIII) comme des attaques contre la fondation divine de l'Église catholique ;
- dans sa partie 7 (liste des erreurs LXIV et LXV) comme un appel à la réforme de l'Église.

## Analyse
Les parties 1 et 2 soutiennent l'idée que les évangiles canoniques sont des récits historiques, alors même que l'histoire se constitue en science tout au long du XIXe siècle, et que toute contestation porterait atteinte à la Révélation et constituerait donc un blasphème.
La partie 4 se situe non au niveau de l'exégèse scientifique mais à celui de l'interprétation ; elle reprend les vieux sujets de débat entre théologiens protestants et catholiques autour de la question « les dogmes sont-ils nécessaires au christianisme ? » Pour l'Église catholique, ils sont indispensables et déterminent ce qui est chrétien et ce qui ne l'est pas ; en revanche, pour les protestants, conscients que les chrétiens ne les partagent pas tous, il convient de distinguer entre le savoir (dont la quête du Jésus historique) et le croire. François Laplanche expose la position du magistère catholique :

« La « science indépendante » et la « science protestante » de la Bible cherchent toutes les deux la réconciliation de l’histoire et de la vérité, mais par une voie fort différente. Pour les historiens universitaires, l’étude des religions est un chemin d’accès vers l’élaboration d’une anthropologie philosophique, et rien de plus. Pour la Biblische Theologie de Reuss, le développement historique de la révélation exprime la priorité historique de la vie de foi sur l’énoncé dogmatique, mais cette hiérarchisation a clairement pour objet d’élaborer une meilleure théologie. Pourtant, ébranlée dans ses certitudes traditionnelles, l’exégèse catholique amalgame souvent la science universitaire des religions et la Biblische Theologie, en les qualifiant toutes deux de « rationalistes ». Curieuse confusion, pour qui a mesuré ce qui les sépare. Mais c’est un trait de la culture catholique, depuis le XVIIe siècle, de voir dans le protestantisme un ferment de dissolution intellectuelle et sociale. »

Le théologien catholique Yves Congar affirme pour sa part que cette constitution s'inscrit dans la démarche antiprotestante de l'Église catholique, inaugurée à Trente et réaffirmée dans le syllabus.
La revendication d'être l'unique moyen de salut — que l'on trouve dans la partie 5 — parce que fondée par Jésus de Nazareth peut se classer au titre de la fonction eulogique de la religion tandis que partie 6 tend à démontrer par antiphrase que Jésus est le fondateur de l'Église.
La partie 7 est, quant à elle, à l'origine de la condamnation et de l'excommunication d'Alfred Loisy et du départ de beaucoup d'autres.

## Conséquences
La publication de Lamentabili aggrava la crise moderniste et ce syllabus est par ailleurs à l'origine du fondamentalisme catholique, avec les thèses de Joseph de Maistre et Louis de Bonald.
L'Église catholique a parfois encore beaucoup de mal à sortir de l'apologétique pour aborder les sciences religieuses ; de plus, elle n'a rattrapé le retard accumulé depuis Lamentabili qu'à partir de 1967 comme le souligne François Laplanche.